# Chrysopilus erythrophthalmus
Chrysopilus erythrophthalmus ist ein Zweiflügler aus der Familie der Schnepfenfliegen (Rhagionidae).

## Merkmale
Die Fliegen sind 9 bis 10 Millimeter lang. Sie haben gelbe bis rote Beine, bei denen nur die Tarsen braun sind. Das Mesonotum ist bei den Männchen mattschwarz, bei den Weibchen ist es schwarz und trägt drei braune Streifen. Der Hinterleib ist mattschwarz und gelb filzig. Die glänzenden Flügel sind durchsichtig. Ihr schwarzbraunes Randmal ist verhältnismäßig groß. Eine undeutliche Binde ist ausgebildet.

## Vorkommen und Lebensweise
Die Tiere sind in Mittel- und Südeuropa verbreitet.

## Belege